# Oktaaf Scheire
Oktaaf Jozef Scheire, né le 23 octobre 1905 à Wachtebeke et y décédé le 9 novembre 1972, fut un homme politique belge, membre du CVP. 
Scheire fut exploitant de laiterie.
Il fut élu conseiller communal (1938-), échevin (1939-1947) et bourgmestre (1947-) de Wachtebeke ; sénateur de l'arrondissement de Gand-Eeklo (1958-1971).

## Source
- Bio sur ODIS